# トム・ヨシダ
トム・ヨシダ（Tom Yoshida、1949年5月10日 - ）は日本のモータースポーツ指導者。有限会社ユイレーシングスクール代表。本名は吉田 友明（よしだ ともあき）。
日本でのジャーナリスト活動の後、渡米。米国での競技運転と、ジム・ラッセル・レーシングスクールでの指導経験を持つ。

## 経歴
鈴鹿サーキットのコーススタッフから、自動車雑誌の記者と編集者を経て、自動車評論家、モータースポーツジャーナリストとして記名記事を執筆する。1979年、アメリカに渡り、日本の雑誌に寄稿する傍ら、レーシングドライバーとして自動車レースに参加する。1987年よりジム・ラッセル・レーシングスクールで運転指導に当たる。1999年、ユイレーシングスクールを設立。日本での指導を開始。2003年より、エンジン (雑誌)主催のエンジン・ドライビング・レッスンの指導面を担当。

## 寄稿歴
- カーボーイ (株式会社八重洲出版）『トム・ヨシダのU.S.エアメイル』（1980年 4月号 - 1986年 10月号）
- オートルート（株式会社JAF出版社）『吉田友明のMYアメリカンレポート』（1985年 - 1991年、70回連載）
- カーグラフィック（二玄社）

『アメリカにおけるマツダ・パワーと88年IMSA』（1988年3月号）
『アメリカン・レーシングスクール体験入学記』（1994年3月号）
『スプリント＆ミジェットカー・レースに見るアメリカン・モータースポーツの本質』（1994年2月号）
『トヨタ・スタジアムトラック独占試乗』（1993年9月号）
『MkIIIトヨタ　最後のスポーツプロトタイプに乗る』（1993年12月号）
- 羅府新報『かりふぉるにあ現人』（インタビューイ／1998年 1月9日 28378号）

## 映像出演
- デトロイト・オートショー（現・北米国際オートショー、トム 吉田名義、NHK BS1 1993年 - 1997年）
- ツインリンクもてぎ オフィシャルビデオ（JAMAC）『INTRODUCTION TO MIDGET RACING』（1997年）